# FAM168A
FAM168A (англ. Family with sequence similarity 168 member A) – білок, який кодується однойменним геном, розташованим у людей на 11-й хромосомі. Довжина поліпептидного ланцюга білка становить 244 амінокислот, а молекулярна маса — 26 184.
| 10         |  | 20         |  | 30         |  | 40         |  | 50         |
| ---------- |  | ---------- |  | ---------- |  | ---------- |  | ---------- |
| MNPVYSPVQP |  | GAPYGNPKNM |  | AYTGYPTAYP |  | AAAPAYNPSL |  | YPTNSPSYAP |
| EFQFLHSAYA |  | TLLMKQAWPQ |  | NSSSCGTEGT |  | FHLPVDTGTE |  | NRTYQASSAA |
| FRYTAGTPYK |  | VPPTQSNTAP |  | PPYSPSPNPY |  | QTAMYPIRSA |  | YPQQNLYAQG |
| AYYTQPVYAA |  | QPHVIHHTTV |  | VQPNSIPSAI |  | YPAPVAAPRT |  | NGVAMGMVAG |
| TTMAMSAGTL |  | LTTPQHTAIG |  | AHPVSMPTYR |  | AQGTPAYSYV |  | PPHW       |

A: Аланін

C: Цистеїн

D: Аспарагінова кислота

E: Глутамінова кислота

F: Фенілаланін

G: Гліцин

H: Гістидин

I: Ізолейцин

K: Лізин

L: Лейцин

M: Метіонін

N: Аспарагін

P: Пролін

Q: Глутамін

R: Аргінін

S: Серин

T: Треонін

V: Валін

W: Триптофан

Задіяний у таких біологічних процесах, як ацетилювання, альтернативний сплайсинг, метилювання. 